# 2012년 일본의 영화 목록
2012년 일본 극장에서 개봉된 일본 영화의 목록이다.
| 개봉일    | 제목                                                                | 감독                | 출연                                                        | 장르          | 비고                                                | 참고          |
| --------- | ------------------------------------------------------------------- | ------------------- | ----------------------------------------------------------- | ------------- | --------------------------------------------------- | ------------- |
| 1월 7일   | 매직 트리 하우스                                                    | 니시키오리 히로시   | 아시다 마나 키타가와 케이코                                 | 아니메        | 동화 원작                                           | [ 1 ]         |
| 1월 7일   | 쿼텟!                                                               | 미우라 준이치       | 타카스키 마히로 고리키 아야메                               | 드라마        |                                                     | [ 2 ]         |
| 1월 7일   | 류진 마부야 더 무비: 일곱 개의 마부이                               | 사노 토모키         | 야마다 신타로                                               | 특촬          | 드라마 원작                                         |               |
| 1월 7일   | 티베탄 독                                                           | 코지마 마사유키     | 쿠와시마 호코 히라미키 지로                                 | 아니메        |                                                     |               |
| 1월 14일  | 월광의 가면                                                         | 이타오 이츠지       | 이타오 이츠지 아사노 타다노부 이시하라 사토미               | 드라마        | 라쿠고 '경솔한 사람'에 기초                         |               |
| 1월 14일  | 하사미                                                              | 미츠이시 후지로     | 이케와키 치즈루                                             | 드라마        |                                                     |               |
| 1월 14일  | 두더지                                                              | 소노 시온           | 소메타니 쇼타 니카이도 후미                                 | 드라마        | 제68회 베네치아 국제 영화제 진출                    |               |
| 1월 14일  | 로보-G                                                              | 야구치 시노부       | 미키 커티스 요시타카 유리코                                 | 드라마        |                                                     |               |
| 1월 21일  | 닷핵 세상의 저편에                                                  | 마츠야마 히로시     | 사쿠라바 나나미                                             | 아니메        | 비디오 게임 원작                                    |               |
| 1월 21일  | 올웨이즈 3번가의 석양 III                                           | 야마자키 타카시     | 요시오카 히데타카 코유키 츠츠미 신이치 야쿠시마루 히코로    | 드라마        | 망가 원작 2012년 부천국제판타스틱영화제 상영        | [ 3 ]         |
| 1월 21일  | 해적전대 고카이저 VS 우주형사 갸반 더 무비                          | 나카자와 쇼지로     | 오자와 료타 야마다 유키 이치미치 마오                       | 아니메        |                                                     |               |
| 1월 27일  | Documentary of AKB48: Show must go on 소녀들은 상처받으며 꿈을 꾼다 | 타카하시 에이키     | AKB48 멤버                                                  | 다큐멘터리    | 2011년 다큐멘터리의 속편                            |               |
| 1월 28일  | 개목걸이와 고로케와                                                 | 나가하라 세이키     | 키리타니 켄타 나카무라 마사야                               | 드라마        |                                                     |               |
| 1월 28일  | 해피 해피 브레드                                                    | 미시마 유키코       | 오이즈미 요 하라다 토모요                                   | 드라마        |                                                     | [ 4 ]         |
| 1월 28일  | 템페스트 3D                                                         | 요시무라 요시유키   | 나카마 유키에 타니하라 쇼스케                               | 드라마        | 텔레비전 드라마 극장판                              |               |
| 1월 28일  | 기린의 날개                                                         | 도이 노부히로       | 아베 히로시 아라가키 유이 미조바타 준페이 타나카 레나       | 드라마        | 소설 원작                                           |               |
| 2월 4일   | 아라카와 언더 더 브릿지                                             | 이이즈카 켄         | 하야시 켄토 키리타니 미레이                                 | 드라마        | 망가 원작                                           |               |
| 2월 4일   | 베르세르크 황금시대편 I: 패왕의 알                                  | 쿠보오카 토시유키   | 이와나가 히로아키 사쿠라이 타카히로 유키나리 토아           | 아니메        | 망가 원작                                           |               |
| 2월 4일   | 마메시바 이치로 3D                                                  | 카메이 토루         | 사토 지로                                                   | 드라마        |                                                     |               |
| 2월 4일   | 일본 열도                                                           | 이데타 케이조       | 없음                                                        | 다큐멘터리    |                                                     |               |
| 2월 4일   | 시노비도                                                            | 모리오카 토시유키   | 사츠카와 아이미 하세가와 하츠노리                           | 드라마        |                                                     | [ 5 ]         |
| 2월 4일   | 도쿄 플레이보이 클럽                                                | 오쿠다 요스케       | 오오모리 나오 미츠이시 켄 우스다 아사미                     |               |                                                     |               |
| 2월 11일  | 51 (우위): 세상에서 가장 조그맣게 태어난 판다                       | 시오하마 마사유키   | 없음                                                        | 다큐멘터리    |                                                     |               |
| 2월 11일  | 드래곤 에이지: 던 오브 더 시커                                      | 소리 후미히코       |                                                             | 아니메 판타지 | 비디오 게임 원작                                    |               |
| 2월 11일  | 역전재판                                                            | 미이케 타카시       | 나리미야 히로키 키리타니 미레이 사이토 타쿠미               | 법정 드라마   | 비디오 게임 원작 2012년 부천국제판타스틱영화제 상영 | [ 6 ]         |
| 2월 11일  | 딱따구리와 비                                                       | 오키타 슈이치       | 오구리 슌 야쿠쇼 코지                                       | 드라마        | 2011년 도쿄 국제 영화제에서 상영                    | [ 7 ]         |
| 2월 11일  | 하야부사: 아득한 귀환                                               | 타키모토 토모유키   | 와타나베 켄                                                 | 드라마        | 실제 하야부사 이야기가 원작                         |               |
| 2월 11일  | 우타히메                                                            | 호시다 요시코       | 쿠로키 히토미 키무라 타에 야마자키 시즈요 마야 미키         | 드라마        | 소설 원작                                           |               |
| 2월 18일  | 아프로 타나카                                                       | 마츠이 다이고       | 마츠다 쇼타 사사키 노조미                                   |               | 망가 원작                                           |               |
| 2월 18일  | 살아있는 것은 없는가                                                | 이시이 가쿠류       | 소메타니 쇼타                                               |               |                                                     |               |
| 2월 18일  | POV: 저주받은 필름                                                  | 츠루타 노리오       | 시다 미라이 카와구치 하루나                                 | 공포          |                                                     |               |
| 2월 18일  | 세이지: 육지의 물고기                                               | 이세야 유스케       | 니시지마 히데토시 모리야마 미라이 유키 나에 츠가와 마사히코 | 드라마        | 소설 원작                                           |               |
| 2월 25일  | 러브 폴리스: 니트들의 만가                                          | 사카타 요시히로     | 요시무라 타카시 오오치 요스케                               | 코미디        |                                                     |               |
| 2월 25일  | 좀비 애스                                                           | 이구치 노보루       | 나카무라 아리사 스가노 마유                                 | 공포          |                                                     |               |
| 2월 28일  | 행운의 단지                                                         | 오가와 미치히토     | 토다 케이코 훗샹                                            | 공포          |                                                     |               |
| 3월 3일   | 극장판 도라에몽 진구와 기적의 섬: 애니멀 어드벤처                   | 쿠스바 코조         |                                                             | 아니메        | 도라에몽 32번째 극장판                              |               |
| 3월 3일   | 라이어 게임: 재생                                                   | 마츠야마 히로키     | 마츠다 쇼타 타베 미카코                                     | 드라마        | 라이어 게임: 라스트 스테이지의 속편                 |               |
| 3월 10일  | 플라이: 평범한 기적                                                 | 콘도 마사히로       | 코야부 카즈토요 아이부 사키 누쿠미즈 요이치                 | 드라마        |                                                     |               |
| 3월 10일  | 요괴                                                                | 하지메 오하타       | 아이자와 카즈나리 모리타 아키                               | 공포          |                                                     |               |
| 3월 10일  | 어서 와, 하야부사                                                   | 모토키 카츠히데     | 후지와라 타츠야 안 미우라 토모카즈                          | 드라마        | 실제 하야부사 이야기가 원작                         |               |
| 3월 10일  | 리버                                                                | 히로키 류이치       | 렌부츠 미사코                                               | 드라마        | 실제 사건이 원작 2012년 부천국제판타스틱영화제 상영 | [ 8 ]         |
| 3월 17일  | 우리들이 있었다 전편                                                | 미키 타카히로       | 이쿠타 토마 요시타카 유리코                                 | 드라마 영화   | 망가 원작                                           |               |
| 3월 17일  | 고스트라이터 호텔                                                   | 이토 히로아키       | 아베 츠요시                                                 | 공포          |                                                     |               |
| 3월 17일  | 오란고교 호스트부                                                   |                     | 카와구치 하루나 야마모토 유스케 시노다 마리코               | 드라마        | 망가 원작                                           |               |
| 3월 17일  | 프리큐어 올스타즈: 뉴스테이지 미래의 친구                           | 시미즈 준지         | 후쿠엔 미사토 타노 아사미                                   | 아니메        |                                                     |               |
| 3월 17일  | 스트라이크 위치스                                                   | 타카무라 카즈히로   | 후쿠엔 미사토 에토 사오리                                   | 아니메        | 미디어 믹스 원작                                    |               |
| 3월 17일  | 타네마쿠 타비비토                                                   | 시오야 토시         | 진나이 타카노리 타나카 레나                                 | 드라마        |                                                     |               |
| 3월 24일  | 우리들의 급행: A열차로 가자                                         | 모리타 요시미츠     | 마츠야마 켄이치 에이타                                      | 드라마        |                                                     |               |
| 3월 24일  | 샐비지 마이스                                                       | 타사키 류타         | 타니무라 미츠키 나가노 쥬리아 오사다 세이야                 | 액션          |                                                     |               |
| 3월 24일  | 울트라맨 사가                                                       | 오카 히데키         | 다이고 츠루노 타케시 스기우라 타이요                        | 특촬          |                                                     |               |
| 3월 31일  | 아노 소라노 아오                                                    | 나시모토 타오       | 나카야마 마세이 하라 미키에 아이자와 마키                   | 드라마        |                                                     |               |
| 3월 31일  | 푸른 하늘 흰 구름                                                   | 카네코 슈스케       | 모리 히카리                                                 | 드라마        |                                                     |               |
| 3월 31일  | 내일로 이어지는 사랑                                                | 카츠키 히데유키     | 알렉스 루 이치이 사야카                                     | 드라마        | 일본, 중국 수교 40주년 기념 합작                    |               |
| 4월 7일   | 아츠히메 넘버 1                                                     | 코나카 카즈야       | 이시카와 리카 나카자와 유코                                 | 드라마        |                                                     |               |
| 4월 7일   | 코토코                                                              | 츠카모토 신야       | Cocco 츠카모토 신야                                         | 공포          |                                                     |               |
| 4월 7일   | 라면 사무라이                                                       | 세기 나오키         | 와타나베 다이 야마구치 사야카 쿠라타 야스아키               | 드라마        | 2011년 도쿄 국제 영화제 상영                        |               |
| 4월 7일   | 레드 티어스                                                         | 츠지모토 타카노리   | 카토 나츠키 이시가키 유마 쿠라타 야스아키                   | 공포          | 2011년 도쿄 국제 영화제 상영                        |               |
| 4월 7일   | 극장판 SPEC: 천                                                     | 츠츠미 유키히코     | 토다 에리카 카세 료                                         | 드라마        | 드라마 극장판                                       |               |
| 4월 7일   | 토테치타 치키티타                                                   |                     | 토요하라 코스케 마츠바라 치에코 하야마 쇼노 쥬리나          | 드라마        |                                                     |               |
| 4월 7일   | 나의 삼촌                                                           | 호소노 타츠오키     | 타카하시 카츠노리 테라시마 사키                             | 로맨스        | 소설 원작                                           |               |
| 4월 14일  | 영화 크레용 신짱: 아라시를 부르는! 오라와 우주의 프린세스           | 마스이 소이치       | 후지와라 케이지 고로기 사토미                               | 아니메        | 만화 원작                                           |               |
| 4월 14일  | 명탐정 코난: 11명째의 스트라이커                                    | 시즈노 코분         | 타카야마 미나미                                             | 아니메        | 만화 원작                                           |               |
| 4월 14일  | 돈즈마리 변기                                                       | 오구리 하루히       | 나하나 나카무라 쿠니아키 스가와라 케이코                    | 드라마        |                                                     |               |
| 4월 21일  | 모모와 다락방의 수상한 요괴들                                       | 오키우라 히로유키   | 미야마 카렌 유카 니시다 토시유키                            | 아니메        | 2011년 토론토 국제 영화제 출품                      |               |
| 4월 21일  | 우리들이 있었다 후편                                                | 미키 타카히로       | 이쿠타 토마 요시타카 유리코                                 | 드라마        | 만화 원작                                           |               |
| 4월 21일  | 가면 라이더×슈퍼 전대: 슈퍼 히어로 대전                             | 가네다 오사무       | 이노우에 마사히로 오자와 료타                               | 특촬          |                                                     |               |
| 4월 21일  | 몬스터 클럽                                                         | 토요다 토시아키     | 에이타 쿠보즈카 요스케                                      | 공포          | 2011년 토론토 국제 영화제에서 상영                  |               |
| 4월 21일  | 센티멘탈 야스코                                                     | 호리에 케이         | 오카모토 아즈사                                             | 드라마        | 동명 연극을 영화화                                  |               |
| 4월 21일  | X 게임 2                                                            | 야마다 마사시       | 오오타 아이카 히라지마 나츠미                               | 공포          | 2010년 영화 X 게임의 속편                           |               |
| 4월 28일  | 홈: 사랑의 수호신                                                   | 이즈미 세이지       | 미즈타니 유타카                                             | 드라마        | 소설 원작                                           |               |
| 4월 28일  | 테르마에 로마에                                                     | 타케우치 히데키     | 아베 히로시 우에토 아야 이치무라 마사치카                   | 코미디        | 만화 원작                                           |               |
| 4월 28일  | 내 어머니의 연대기                                                  | 하라다 마사토       | 야쿠쇼 코지 미야자키 아오이 키키 키린                       | 드라마        | 소설 원작                                           |               |
| 5월 5일   | 우주형제                                                            | 모리 요시타카       | 오구리 슌 오카다 마사키                                     |               | 만화 원작 2012년 부천국제판타스틱영화제 상영        | [ 9 ]         |
| 5월 12일  | 이 하늘의 꽃                                                        | 오바야시 노부히코   | 마츠유키 야스코                                             | 드라마        | 나가오카 불꽃놀이 축제가 소재                       |               |
| 5월 12일  | 포테치                                                              | 나카무라 요시히로   | 하마다 가쿠 기무라 후미노 오오모리 나오                     | 드라마        | 단편 소설 원작                                      |               |
| 5월 12일  | 렌타네코                                                            | 오기가미 나오코     | 이치카와 미카코                                             | 드라마        |                                                     |               |
| 5월 12일  | 사다코 3D                                                           | 하나부사 츠토무     | 이시하라 사토미 세토 코지                                   | 공포          | 링 시리즈의 캐릭터가 등장                           |               |
| 5월 19일  | 무지개빛 반딧불이: 영원의 여름 방학                                 | 우다 코노스케       | 타케이 아카시 기무라 아유미                                 | 아니메        | 소설 원작                                           |               |
| 5월 26일  | 걸                                                                  | 후카가와 요시히로   | 카리나 아소 쿠미코                                          |               | 소설 원작                                           |               |
| 5월 26일  | 골호                                                                | 나가에 지로         | 마츠바라 나츠미 요코야마 루리카 시노자키 아이 야마다 유스케 | 공포          | 소설 원작                                           |               |
| 5월 26일  | 아직, 인간                                                          | 마츠모토 준페이     | 츠지오카 마사토 호노카                                      | 드라마        |                                                     |               |
| 5월 26일  | 마이 하우스                                                         | 츠츠미 유키히코     | 이토 타카오 이시다 에리                                     | 드라마        | 소설 원작                                           |               |
| 6월 2일   | 11·25 자결의 날 미시마 유키오와 젊은이들                            | 와카마츠 코지       | 이우라 아라타 미츠시마 신노스케                             | 드라마        |                                                     | [ 10 ]        |
| 6월 2일   | 블러드-C: 더 라스트 다크                                            | 시오타니 나오요시   | 미즈키 나나 노지마 켄지                                     | 아니메        | 만화 원작 2012년 부천국제판타스틱영화제 상영        | [ 11 ] [ 12 ] |
| 6월 2일   | 외사경찰: 그 남자에게 속지 마라                                     | 호리키리조노 켄타로 | 와타베 아츠로 김강우 마키 요코                              | 미스테리      | 소설 원작                                           | [ 13 ]        |
| 6월 2일   | 파이널 저지먼트                                                     | 하마모토 마사키     | 미우라 코타 우말리 틸라카라트나                             | 액션          | 소설 원작                                           | [ 14 ]        |
| 6월 9일   | 호타루의 빛                                                         | 요시노 히로시       | 아야세 하루카 후지키 나오히토                               | 드라마        | 드라마의 속편                                       | [ 15 ]        |
| 6월 9일   | 백자의 사람: 조선의 흙이 되다                                       | 타카하시 반메이     | 요시자와 히사시 배수빈                                      | 드라마        | 실화를 바탕                                         | [ 16 ]        |
| 6월 9일   | 시그널: 월요일의 루카                                               | 타니구치 마사아키   | 미네 아즈사                                                 | 로맨스        |                                                     | [ 17 ]        |
| 6월 16일  | 아이와 마코토                                                       | 미이케 타카시       | 츠마부키 사토시 타케이 에미                                 | 드라마        | 만화 원작                                           | [ 18 ]        |
| 6월 16일  | 도서관 전쟁: 혁명의 날개                                            | 하마나 타카유키     | 이노우에 마리나 마에노 토모아키                             | 아니메        | 라이트 노벨 원작                                    | [ 19 ]        |
| 6월 16일  | 텅 빔                                                               | 쿠사노 쇼고         | 시미즈 나오야 타이라 아이리                                 | 드라마        | 제4회 오키나와 국제영화제에서 첫 상영               | [ 20 ]        |
| 6월 23일  | 베르세르크 황금시대편 II: 돌드레이 공략                             | 쿠보오카 토시유키   | 이와나가 히로아키 사쿠라이 타카히로                         | 아니메        | 만화 원작                                           | [ 21 ]        |
| 6월 23일  | 러브: 마사오가 간다!                                                | 오타니 켄타로       | 카토리 신고 히로스에 료코 나루미 리코                       | 드라마        |                                                     | [ 22 ]        |
| 6월 30일  | 임장: 극장판                                                        | 하시모토 하지메     | 우치노 마사아키                                             | 미스테리      | 드라마 임장의 속편                                  | [ 23 ]        |
| 6월 30일  | 네 멋대로 해라!                                                     | 스즈키 타이치       | 콘노 히로키 타시로 사야카                                   |               | 2012년 부천국제판타스틱영화제 상영                  | [ 24 ]        |
| 6월 30일  | 비욘드 더 원데이: 스토리 오브 2PM & 2AM                             | 오오미치 쇼이치     | 2PM, 2AM의 멤버                                             | 다큐멘터리    |                                                     | [ 25 ]        |
| 7월 13일  | 브레이브 하츠: 우미자루                                             | 하스미 에이이치로   | 나카 리이사 이토 히데아키                                   | 액션          | 우미자루 시리즈                                     | [ 26 ]        |
| 7월 14일  | 이와사키 치히로: 27살의 여행                                        | 카나 토모코         | 구로야나기 테츠코                                           | 다큐멘터리    | 삽화가 이와사키 치히로에 대한 다큐멘터리            | [ 27 ]        |
| 7월 14일  | 헬터 스켈터                                                         | 니나가와 미카       | 사와지리 에리카                                             | 드라마        | 만화 원작                                           | [ 28 ]        |
| 7월 14일  | 고역열차                                                            | 야마시타 노부히로   | 모리야마 미라이 코라 켄고 마에다 아츠코                     | 로맨스        | 소설 원작                                           | [ 29 ]        |
| 7월 14일  | 극장판 포켓몬스터 베스트위시: 큐레무 VS 성검사 케르디오             | 유야마 쿠니히코     | 마츠모토 리카 유키 아오이 미야노 마모루                     | 아니메        |                                                     | [ 30 ]        |
| 7월 14일  | 마법소녀 리리칼 나노하: 더 무비 2 A's                               | 쿠사카와 케이조     | 타무라 유카리 미즈키 나나                                   | 아니메 판타지 |                                                     | [ 31 ]        |
| 7월 14일  | 파이카지 남해전략                                                   | 호소카와 토오루     | 아베 사다오                                                 | 드라마        | 소설 원작                                           | [ 32 ]        |
| 7월 21일  | 늑대아이                                                            | 호소다 마모루       | 미야자키 아오이 오사와 타카오                               | 아니메        |                                                     | [ 33 ]        |
| 7월 21일  | 킬러 모텔                                                           | 오가와 카즈야       | 이토 에미 호시노 아키라                                     | 공포          |                                                     | [ 34 ]        |
| 7월 28일  | 에이트 레인저                                                       | 츠츠미 유키히코     | 간자니 에이트 멤버                                          | 드라마        | 멤버들의 꽁트가 원작                                | [ 35 ]        |
| 7월 28일  | 위기의 여자들                                                       | 고바야시 마사히로   | 와타나베 마키코 나카무라 유코 후지마 미호                   | 드라마        | 2011년 도쿄 국제 영화제 상영                        | [ 36 ]        |
| 7월 28일  | 나루토 극장판: 닌자의 길                                            |                     | 타케우치 준코                                               | 아니메        | 나루토 애니메이션 10주년 기념 작품                  | [ 37 ]        |
| 8월 4일   | 가족의 나라                                                         | 양영희              | 이우라 아라타 안도 사쿠라 양익준                            | 드라마        | 감독 자신의 체험이 원작                             | [ 38 ]        |
| 8월 4일   | 어나더                                                              | 후루사와 타케시     | 야마자키 켄토 하시모토 아이                                 | 공포          | 소설 원작                                           | [ 39 ]        |
| 8월 11일  | 내 곁에 있어줘                                                      | 이마이즈키 가오리   | 노나카 하나                                                 | 드라마        | 제62회 베를린 국제 영화제 상영작                    | [ 40 ]        |
| 8월 11일  | 키리시마. 동아리 활동 그만둔데                                      | 요시다 다이하치     | 카미키 류노스케 히가시데 마사히로                           | 드라마        |                                                     | [ 41 ]        |
| 8월 11일  | 쥬얼펫 더 무비: 스위츠 댄스 프린세스                                | 사쿠라이 히로아키   | 사이토 아야카 히라노 아야 사사키 노조미                     | 아니메        |                                                     | [ 42 ]        |
| 8월 18일  | 페어리 테일: 봉황의 무녀                                            | 후지모리 마사야     | 히라노 아야 카키하라 테츠야                                 | 아니메        | 만화 원작                                           | [ 43 ]        |
| 8월 25일  | 방과후 미드나이터스                                                 | 타케 키요히토시     | 야마데라 코이치                                             | 아니메        |                                                     | [ 44 ]        |
| 8월 25일  | 당신에게                                                            | 후루하타 야스오     | 타카쿠라 켄                                                 | 드라마        |                                                     | [ 45 ]        |
| 8월 25일  | 사랑노래 말고 내게 빠져봐                                           | 후쿠야마 사쿠라코   | 가람 오노 이토 후루카와 유타                                | 로맨스 영화   | 만화 원작                                           | [ 46 ]        |
| 8월 25일  | 바람의 검심                                                         | 오토모 케이시       | 사토 타케루 타케이 에미                                     | 드라마        | 만화 원작                                           | [ 47 ]        |
| 8월 25일  | 사채꾼 우시지마                                                     | 야마구치 마사토시   | 야마다 타카유키                                             |               | 만화 원작                                           | [ 48 ]        |
| 9월 1일   | I'm Flash!                                                          | 토요다 토시아키     | 후지와라 타츠야 마츠다 류헤이                               | 드라마        |                                                     | [ 49 ]        |
| 9월 29일  | 뮤즈의 거울                                                         | 후쿠다 유이치       | 사시하라 리노                                               | 드라마        | 드라마 극장판                                       | [ 50 ]        |
| 10월 6일  | 새 구두를 사지 않으면                                               | 키타가와 에리코     | 나카야마 미호 무카이 오사무                                 | 로맨스        | 파리에서 촬영                                       | [ 51 ]        |
| 10월 6일  | 검은 고양이 루시                                                    | 카메이 토루         | 츠카지 무카 야스 메구미                                     | 드라마        |                                                     | [ 52 ]        |
| 10월 6일  | 아웃레이지 비욘드                                                   | 기타노 다케시       | 니시다 토시유키                                             | 야쿠자        | 2010년 영화 아웃레이지의 속편                       | [ 53 ]        |
| 10월 6일  | 츠나구                                                              | 히라카와 유이치로   | 마츠자카 토리 키키 키린                                     | 드라마        | 소설 원작                                           | [ 54 ]        |
| 10월 13일 | 사립 바카레아 고교                                                  | 쿠보타 타카시       | AKB48 멤버 자니즈 주니어                                    | 드라마        | 드라마 속편                                         | [ 55 ]        |
| 10월 20일 | 희망의 나라                                                         | 소노 시온           | 나츠야기 이사오 오오타니 나오코 무라카미 준                 | 드라마        | 영국 영화사와 합작                                  | [ 56 ]        |
| 11월 3일  | 북쪽의 카나리아들                                                   | 사카모토 준지       | 요시나가 사유리                                             | 드라마        | 소설 왕복서간 원작                                  | [ 57 ]        |
| 11월 3일  | 황금을 안고 튀어라                                                  | 이즈츠 카즈유키     | 츠마부키 사토시 아사노 타다노부                             | 스릴러        | 소설 원작                                           | [ 58 ]        |
| 11월 10일 | 악의 교전                                                           | 미이케 타카시       | 이토 히데아키                                               | 미스테리      | 소설 원작                                           | [ 59 ]        |
| 11월 17일 | 에반게리온: Q                                                       | 안노 히데아키       |                                                             | 아니메        | 에반게리온 신극장판 시리즈의 세 번째 작품           | [ 60 ]        |
| 12월 8일  | 오늘 사랑을 시작합니다                                              | 후루사와 타케시     | 타케이 에미 마츠자카 토리                                   | 로맨스        | 만화 원작                                           | [ 61 ]        |
| 12월 15일 | 굿모닝 에브리원!                                                    | 야마모토 토루       | 오이즈미 요 아소 쿠미코 미요시 아야카                       | 드라마        |                                                     | [ 62 ]        |
| 12월 15일 | 원피스: 필름 Z                                                      | 나가미네 타츠야     | 타나카 마유미 나카이 카즈야 오카무라 아케미                 | 아니메        | 원피스 극장판 시리즈                                | [ 63 ]        |
| 12월 15일 | 요괴인간 벰                                                         | 카리야마 슌스케     | 카메나시 카즈야 안                                          | 드라마        | 만화 원작, 2011년 드라마의 속편                     | [ 64 ]        |